# Ponte Vecchio di Dolceacqua

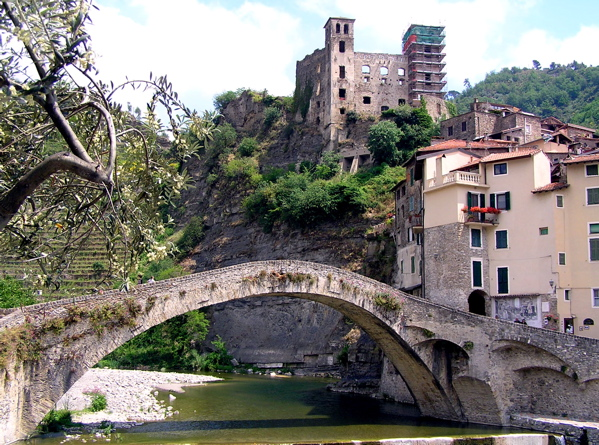
Die Brücke über die Nervia mit Blick auf das Castello dei Doria

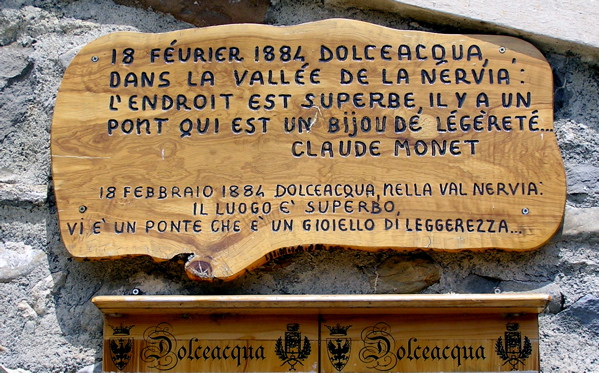
Tafel mit dem Ausspruch von Claude Monet in Dolceacqua

Die Ponte Vecchio di Dolceacqua, auch bekannt als Nerviabrücke, ist eine Bogenbrücke in der italienischen Gemeinde Dolceacqua, Provinz Imperia, Region Ligurien, die den Fluss Nervia überspannt.
Die Brücke verbindet die beiden Ortsteile Terra und Borgo miteinander. Der ältere Stadtteil Terra stieß Mitte des 14. Jahrhunderts an die Grenzen seiner Ausbaufähigkeit, da der zur Verfügung stehende Platz auf dieser Seite des Flusses Nervia aufgebraucht war. Auf der gegenüberliegenden Seite entstand das neue Stadtviertel Borgo, das über die elegante Brücke mit einem einzigen Bogen von 32 Metern Spannweite erreicht werden konnte.
Der französische Maler Claude Monet wurde durch den malerischen Anblick der Brücke mit der Burg Castello dei Doria im Hintergrund zu seinem Gemälde „Die Burg von Dolceacqua (1884)“ (Musée Marmottan Monet, Paris) inspiriert. Monet beschrieb die Brücke als ein „Juwel der Leichtigkeit“.